# Hanna Glas
Hanna Erica Maria Glas, född 16 april 1993 i Sundsvall, är en svensk fotbollsspelare (försvarare och mittfältare) som spelar för Seattle Reign FC. Hon spelade 2017–2024 även i det svenska damlandslaget.

## Klubbkarriär
Glas moderklubb är Sundsvalls DFF. Hon blev korsbandsskadad 2010 under en träning med flicklandslaget. Säsongerna 2011 och 2012 spelade hon totalt 36 matcher och gjorde två mål för Sundsvall i Elitettan. Inför säsongen 2013 värvades Glas av Sunnanå SK. I mars 2013 råkade Glas ut för sin andra korsbandsskada under en träningsmatch mot Umeå IK. Hon missade därefter resten av säsongen.
I november 2013 värvades Glas av Umeå IK. Under sin första säsong spelade hon 16 matcher och gjorde ett mål. I november 2014 förlängde hon sitt kontrakt med ett år. Säsongen 2015 spelade hon 17 matcher i Damallsvenskan och gjorde ett mål, innan hon i september 2015 skadade hon korsbandet för tredje gången. Inför säsongen 2016 förlängde hon sitt kontrakt i klubben med två år. Hon fick syssla med rehabträning större delen av säsongen, men var tillbaka i spel i slutet av augusti och spelade 10 matcher för klubben. Dessvärre lyckades hon inte hjälpa Umeå som åkte ur Damallsvenskan efter 19 raka säsonger i högsta serien.
I november 2016 värvades Glas av Eskilstuna United, där hon skrev på ett tvåårskontrakt. I september 2018 skrev hon på ett tvåårskontrakt för Paris SG. Övergången var omedelbar.
I april 2020 skrev Hanna Glas på ett treårskontrakt med tyska Bayern München. Kontraktet, som enligt uppgift ska göra Glas till den bäst betalda kvinnliga svenska försvararen hittills, började gälla 1 juli 2020.
I september 2022 tvingades Glas göra en fjärde knäoperation med efterföljande rehabilitering.
Den 7 februari 2023 värvades Glas av Kansas City Current, där hon skrev på ett kontrakt till slutet av den amerikanska säsongen 2024 med en option på ett ytterligare år.

## Landslagskarriär
Hanna Glas har figurerat flitigt i de olika juniorlandslagen, och var en viktig kugge i det landslag som tog guld i U19-EM år 2012.
Hon blev uttagen till det svenska a-landslaget efter att ha gjort en stark säsong 2015, men blev korsbandsskadad strax före landslagssamlingen varpå hennes medverkan ställdes in. Den 19 januari 2017 fick Glas slutligen debutera i a-landslaget i en 2–1-förlust mot Norge, där hon byttes in i den 75:e minuten mot Jessica Samuelsson.
I maj 2019 blev Glas uttagen i Sveriges trupp till Världsmästerskapet i fotboll 2019.